# Raymond Queneau
Raymond Queneau, född 21 februari 1903 i Le Havre, Normandie, död 25 oktober 1976 i Paris, var en fransk poet och romanförfattare. Han blev tidigt medlem av den franska surrealistgruppen, men uteslöts redan 1930. Hans verk var ofta originella och språkligt lekfulla. Med den interaktiva diktsamlingen Hundra tusen miljarder dikter (Cent mille milliards de poèmes) kan läsaren kombinera versraderna i de tio sonetterna på hundra tusen miljarder (1014) olika sätt.
År 1960 grundade han den experimentella Oulipogruppen där även Georges Perec och Jacques Roubaud blev medlemmar.

### Romaner
- Le Chiendent (1933)
- Gueule de pierre (1934)
- Les Derniers jours (1936)
- Odile (1937)
- Les Enfants du Limon (1938)
- Un Rude hiver (1939)
- Les temps mêlés (1941)
- Pierrot mon ami (1942)
- Si tu t’imagines (1942)
- Loin de Rueil (1944)
- En passant (1944)
- On est toujours trop bon avec les femmes (1947)
- Saint-Glinglin (1948)
- Le Journal intime de Sally Mara (1950)
- Le Dimanche de la vie (1952)
- Zazie dans le métro (1959)
- Les Fleurs bleues (1965)
- Le Vol d'Icare (1968)

### Lyrik
- Chêne et chien (1937)
- Les Ziaux (1943)
- L'Instant fatal (1946)
- Exercices de style (Stilövningar) (1947)
- Petite cosmogonie portative (1950)
- Cent mille milliards de poèmes (Hundra tusen miljarder dikter) (1961)
- Le chien à la mandoline (1965)
- Battre la campagne (1967)
- Courir les rues (1967)
- Fendre les flots (1969)
- Morale élémentaire (1975)

### Svenska översättningar
- Vad världen ändå är liten ("Loin de Rueil") (översättning av C.G. Bjurström och Maj Ödman) (Bonniers, 1949)
- Zazie (Zazie dans le métro) (översättning: Evert Lundström) (Tiden, 1961)
- Stilövningar (Exercices de style') (översättning och efterord av Lars Hagström) (Lund: Bakhåll, 1987), ISBN 91-7742-242-2
- Hundra tusen miljarder dikter (Cent mille milliards de poèmes) (översättning av Lars Hagström) (Lund: Bakhåll, (1991), ISBN 91-7742-095-0
- Blå blommor (Les fleurs bleues) (översättning och efterord av Lars Hagström) (Lund: Bakhåll, (1995) ), ISBN 91-7742-126-4
- Pierrot min vän (Pierrot mon ami) (översättning och efterord av Lars Hagström) (Lund: Bakhåll, (1997))

#### Mindre bidrag i antologier, tidskrifter och dagstidningar[10]
- "Döden har lyssnat" och "Marin" (översättning Erik Lindegren och Ilmar Laaban). I antologin 19 moderna franska poeter (Bonnier, 1948), s. 140-142
- "Stilövningar" [8 stycken] (översättning Maj Ödman). I tidskriften Hörde Ni, 1952: nr 8, s. 589-594
- "Dikten" (översättning: Ingemar Gustafson). I dagstidningen Sydsvenska dagbladet snällposten, 17 okt 1954
- "En berättelse på ert vis" (översättning Claes Hylinger). I antologin Patafysisk antologi (Cavefors, 1973), s. 133-136). Också i Segla i ett såll: patafysisk antologi (Norstedt, 1987), s. 233-238
- "Stilövningar" [22 stycken] (översättning Jan Ivarsson). I dagstidningen Dagens nyheter, 8 mars 1987
- "Filosofer och ligister" (anonym översättning). I tidskriften Ord och bild, 1988: nr 2, s. 56-64
- "L'expication des métaphores" (översättning Johan Öberg). I antologin Bakhåll. 1989 (Bakhåll, 1989), s. 79-80 (som del av Öbergs presentationsartikel om Queneau; ingår också i 1990, 1991, 1992 och 1994 års upplagor av denna förlagskatalog)